# Антуан Абель
Антуа́н Абе́ль (фр. Antoine Abel; 27 листопада 1943, Анс-Буало, о. Мае, Сейшельські острови, коронна колонія Сейшели Великої Британії — 19 жовтня 2004, о. Мае, Сейшельські Острови) — сейшельський письменник і поет, драматург, педагог і фольклорист; вважається «батьком сейшельської літератури».

## Біографія
Антуан Абель народився 27 листопада 1934 року у скромній селянській родині, в окрузі Анс-Буало, на заході острова Мае, головного в архіпелазі Сейшельських островів. Його африканські пращури були рабами, привезеними з континенту в попередньому (ХІХ) столітті. Він здобув початкову освіту в Анс-Буало і вивчився на муляра.
У 1955 році Антуан отримав можливість вступити до середньої школи у Швейцарії. Він вивчився і через 4 роки (1959) обійняв посаду вчителя на Сейшельських островах. За деякий час він виїхав до Сполученого Королівства, щоб закінчити навчання в університеті Редінга. Там він отримав «посвідчення на здійснення викладацької діяльності у сільських районах» (Certificat d'études avancées en science de l'éducation pour zones rurales).
Після короткого повернення на Мае, під час якого він викладав сільське господарство, повернувся до Великої Британії, щоб пройти курс підготовки вчителів у Бристольському університеті. Це вже дозволило йому почати працювати викладачем у Сейшельському коледжі з підготовки вчителів (Seychelles Teacher Training College) у Вікторії, і цю посаду він обіймав до виходу на пенсію в 1986 році.
Останні п'ятнадцять-двадцять років життя Антуана Абеля були позначені хворобою, і його літературна творчість через це зазнала негативного впливу, адже він майже не публікувався у 1990-х та 2000-х роках.
Помер Антуан Абель після тривалої хвороби 19 жовтня 2004 року у 69-річному віці в Анс-Буало, де й похований.

## Творчість

### Стиль
Антуан Абель став відомим широкому загалу завдяки своїм поетичних творам, а також новелам. Йому притаманні шліфування слова й точність дієслівних форм. Письменник є, крім того, різножанровим у своїй творчості — крім указаних поезії та оповідання, працював також у царині театру, писав романи й есеї, записував народні казки, є автором коміксів і навіть трактату про традиційну медицину. Доробок Антуана Абеля створений як французькою, так і креольською, а також англійською мовами.

### Започаткування сейшельської літератури
Антуан Абель опублікував свій перший рукопис у 1969 році, коли вчителював. Це вірші, зібрані у збірці під назвою Paille en queue (асоціація з пташкою з гербу Маскаренів), що тематично є спогадами про молодість автора. Твір побачив світ у формі брошури, яку випустила друкарня Сен-Фідель на Мае, і саме це видання і є першим оригінальним літературним твором, опублікованим на Сейшелах.
Антуан Абель продовжив свою літературну діяльність у 1970-х і дістав визнання завдяки публікації новел англійською мовою в місцевій періодиці: Seychelles bulletin і Seychelles-culture, а також, коли 1977 року французький видавець П'єр-Жан Освальд (Pierre-Jean Oswald) вирішив опублікувати його три книги у Франції, зокрема Coco sec, Contes et poèmes des Seychelles і Une tortue se rappelle !.
З незалежністю країни (1976) сейшельська креольська отримала не лише статус національної, а й першої офіційної мови. Це визнання супроводжувалось активною політикою креолізації з боку нової влади. Антуан Абель відповів на ці заклики, написавши в ці і наступні роки декілька творів цією мовою, включаючи роман Montann en leokri (1981).
Літературний доробок письменника надалі потерпав від погіршення здоров'я автора.

### Визнання і забуття
Антуан Абель є першим автором, який зробив літературу своєї молодої країни відомою світові завдяки публікаціям у Франції в 1977 році, відтак вважається своїми співвітчизниками батьком (або засновником) сейшельської літератури.
У 1979 році він був удостоєний Премії Маскаренів разом з автором-реюньйонцем Жаном-Анрі Аземою .
Однак твори А. Абеля опубліковані лише частково. Адже значна частина його драматичного доробку не була надрукована і на сьогодні є майже недоступною. Окрім того, розголос мали твори автора, написані переважно креольською та французькою, тоді як його англомовний доробок лишається практично незнаним для сучасних сейшельців.

## Вшанування
Починаючи від 2007 року запроваджена літературна премія Pri Antoine Abel, що присуджується під час нерегулярного фестивалю Festival Kreol Sesel на честь батька сейшельської літератури. Ця премія встановлена для оригінальних творів і перекладів, написаних винятково сейшельською креольською мовою.